# Carl Paul Caspari
Carl Paul Caspari (ur. 8 lutego 1814 w Dessau, zm. 11 kwietnia 1892 w Oslo) – norweski teolog luterański.

## Życiorys
Carl Paul Caspari pochodził z żydowskiej rodziny i wychował się w judaizmie. W latach 1834–1838 studiował na Uniwersytecie w Lipsku, gdzie pod kierunkiem H.L. Fleischera poznał języki arabski i perski. Częściowo pod wpływem swoich kolegów, takich jak Franz Delitzsch, przeszedł na chrześcijaństwo i przyjął chrzest w 1838 roku. Jego żydowskie pochodzenie sprawiało, że był wręcz przeznaczony, by zająć się egzegezą Starego Testamentu. Studiował przez dwa lata w Berlinie pod kierunkiem E.W. Hengstenberga. W 1842 roku został doktorem filozofii w Lipsku, w 1847 roku objął posadę w Christianii (obecne Oslo), gdzie pozostał przez całe życie, odrzucając propozycję objęcia posady w Rostocku w 1850 roku, w Dorpacie w 1856 roku i w Erlangen w 1857 i 1867 roku. Jego zdolności językowe sprawiały, że szybko doskonale poznał norweski, tak, że mógł rozpocząć wykłady po niespełna roku od przybycia. W 1857 roku został profesorem zwyczajnym. Na uniwersytecie Caspari zajmował się interpretacją różnych ksiąg biblijnych i introdukcją do Starego Testamentu. W zakresie egzegezy i apologetyki był naśladowcą Hengstenberga i do końca sprzeciwiał się nowoczesnej krytyce biblijnej. Jednak jego działalność nie ograniczała się jedynie do zagadnieniń związanych ze Starym Testamentem. W 1825 roku Nikolai Frederik Severin Grundtvig głosił osobliwe poglądy, np. że wyznanie chrzcielne, Modlitwa Pańska i słowa ustanowienia Wieczerzy Pańskiej pochodzą bezpośrednio od Chrystusa i nie uległy nigdy zmianie, dlatego stoją ponad Pismem Świętym. Przekonanie to znalazło swoich zwolenników w Danii i Norwegii, co wzbudziło obawę, że podstawy nauki Kościoła luterańskiego są zagrożone. Caspari podjął się szczegółowych badań, dotyczących formuły wyznania chrzcielnego i jej historii, co wymagało wnikliwej analizy dzieł Ojców Kościoła. Rezultatem prac była długa seria publikacji, w większości w języku norweskim. Dokonał tłumaczenie Księgi zgody na język norweski. Był jednym z tłumaczy nowego przekładu Starego Testamentu, dokonanego pod patronatem Norweskiego Towarzystwa Biblijnego, ukończonego w 1891 roku. Śmierć przerwała jego pracę nad tłumaczeniem Nowego Testamentu. Był członkiem komitetu centralnego Towarzystwa Biblijnego, przewodniczył norweskiej misji wśród Żydów i należał do szeregu towarzystw naukowych i honorowych.

## Wybrane dzieła
- Grammatica Arabica (2 części, Leipzig, 1844–1848)
- Beiträge zur Einleitung in das Buch Jesaia und zur Geschichte der jesaianischen Zeit (Berlin, 1848)
- Ueber den syrischephraimitischen Krieg unter Jotham und Ahas (Christiania, 1849)
- Ueber Micha den Morasthiten und seine prophetische Schrift (2 części, 1851–1852)
- Ungedruckte, unbeachtete und wenig beachtete Quellen zur Geschichte des Taufsymbols und der Glaubensregel (3 tomy, 1866–1875)
- Zur Einführung in das Buch Daniel (Leipzig, 1869)
- Alte und neue Quellen zur Geschichte des Taufsymbols und der Glaubensregel (Christiania, 1879)
- Kirchenhistorische Anecdota nebst neuen Ausgaben patristischer und kirchlich-mittelalterlicher Schriften (1883)
- Eine Augustin fälschlich beigelegte Homilia de sacrilegiis (1886)
- Briefe, Abhandlungen und Predigten aus den zwei letzten Jahrhunderten des kirchlichen Alterthums und dem Anfang des Mittelalters (1891)
- Das Buch Hiob in Hieronymus's Uebersetzung (Christiania, 1893)
- Der Glaube an der Trinität Gottes in der Kirche des ersten christlichen Jahrhunderts nachgewiesen (Leipzig, 1894)